# Ischnura vinsoni
Ischnura vinsoni là một loài chuồn chuồn kim trong họ Coenagrionidae.
Ischnura vinsoni được miêu tả khoa học năm 1949 bởi Fraser.